# ФК Бршадин
ФК Бршадин (хрв. NK Bršadin) је фудбалски клуб из Бршадина.

## Историја
Клуб је основан 1928. године, када је прву фудбалску лопту донео Владо Ракић. Службена година оснивања је 1932. година, а клуб је назван "БСК“ - Бршадински спортски клуб.
Оснивачи клуба су: Владо Ракић, Милоја Козарац, Лазо Козарац, Перо Лазиц, Бранко Кукић, Игњат Павловић, Теодор Савић, Ново Драгишић и Душко Радојчић.
Након Другог светског рата, 1947. године. обновљен је рад клуба, под називом Ф. А. К. „Ударник" који је био фудбалска секција спортског друштва „Бршадин“. То време је обележио својим радом Милоје Козарац - Брато. 1950. године клуб добија своје данашње име Ф. К. „Бршадин".
У функцији клуба су селекције: петлића, пионира, сениора и ветерана. Боје клуба су плаво-бела (на пруге), а грб плаво-бели на пруге са ознаком лопте и годином оснивања.
У сезони 2009/10. ФК Бршадин осваја 1. место у 3. ЖНЛ Вуковарско-сријемској, те ће од сезоне 2010/11. играти у 2. ЖНЛ Вуковарско-сријемској НС Вуковар.